# ألكسندرا تيلي
ألكسندرا تيلي (بالإنجليزية: Alexandra Tilley) هي متزحلقة بريطانية، ولدت في 5 أكتوبر 1993 في أبردين في المملكة المتحدة.

## وصلات خارجية
- الموقع الرسمي
- ألكسندرا تيلي على موقع الاتحاد الدولي للتزلج (التزلج على المنحدرات الثلجية) (الإنجليزية)
- ألكسندرا تيلي على موقع أوليمبيديا (الإنجليزية)
- ألكسندرا تيلي على موقع اللجنة الأولمبية البريطانية (الإنجليزية)